# پوسیولوک گوسپیتومنیکا
پوسیولوک گوسپیتومنیکا (به لاتین: Posyolok Gospitomnika) یک منطقهٔ مسکونی در روسیه است که در استان آستراخان واقع شده‌است.